# الخط الزمني للتاريخ اليهودي

## قبل الميلاد
4000 * نزوح الكنعانيين من شبه الجزيرة العربية إلى فلسطين (أرض كنعان).
3000 * تأسيس مدن وقرى كنعانية في فلسطين.
2100 * فترة الآباء: إبراهيم وإسحاق ويعقوب (2100 ـ 1200).
2000 * حركة العموريين والأقوام الأخرى في بلاد الرافدين وكنعان (2100 ـ 1900).
1800 * الهكسوس يغزون كنعان ويحكمون مصر حتى عام 1570.
1675 * العبرانيون يهاجرون إلى مصر، وتستقر قبائل يوسف في جوش شرقي الدلتا.
1590-1570
- المملكة الحديثة في مصر تسيطر على كنعان (1570 ـ 1304).
- حاكم يبوس (القدس) يستنجد بفرعون مصر من غارات الخابيرو (ألواح تل العمارنة).

1550 * حضارة أوغاريت التي تصل ذروتها عام 1400.
1304 * موجات الآراميين وشعوب البحر الفلستية تغزو سوريا وكنعان (1300 ـ1200).
1275 * خروج أو هجرة العبرانيين من مصر (1275 ـ 1250) في عهد رمسيس الثاني. الميثاق في سيناء، وعبادة يهوه.
1250 * التغلغل العبراني في كنعان تحت قيادة يوشع بن نون، وبداية حكم القضاة (حتى 1020 ق.م).
1236 * ورد في سجلاته أنه هاجم يسرائيل وقضى عليها في (1231). وربما كان اسم «يسرائيل» اسم قبيلة أو قرى ة كنعانية، وربما كانت إحدى القبائل العبرانية التي لم تغادر كنعان قط، علمًا أنَّ القرآن يُشير إلى أنَّ إسرائيل هو اسم آخر للنبي يعقوب.
1200 * الفلستيون يهاجمون مصر، ثم يستقرون في ساحل كنعان الجنوبي.
حكم القضاة، والحرب على الفلستيين الذين توسعوا في الأراضي التي استوطن فيها العبرانيون (1200 ـ 1000).
1198 * رمسيس الثالث يصد الليبيين وشعوب البحر ويُوطِّن الفلستيين في كنعان التابعة آنذاك لمصر.
1125 * دبوره (أغنية دبوره).
1050 * انتصار الفلستيين على العبرانيين.
1020 * اتحاد القبائل العبرانية. شاءول، أول الملوك (1020ـ1004). لم تكن صلاحياته تتخطى القيادة العسكرية. انتحاره بعد هزيمته.
- صموئيل (1020 ـ 1000).

1004 * داود (1004 ـ 965) يَخلُف شاءول ويدعم اتحاد القبائل، ويُحوِّلها إلى المملكة العبرانية المتحدة وعاصمتها القدس، ويُوسِّع حدود مملكته، ويهزم المؤابيين والعمونيين والأدوميين. تقوم ضده ثورات صغيرة في مملكته.
965 * سليمان (965 ـ 928) يَخلُف أباه داود، وهو أول شخصية عبرانية تُوجَد وثائق تاريخية غير توراتية عنه. تزدهر المملكة العبرانية المتحدة في عهده، وتُبنَى المدن وتنشط التجارة. يبدأ بناء الهيكل في السنة الرابعة من حكمه (960) بمساعدة حيرام ملك صور الفينيقي، وينهيه في السنة الحادية عشرة (953) بعد سبع سنوات وستة أشهر. تندلع الثورات ضده في نهاية حكمه، بسبب أعمال السخرة كما يُقال. رزين، الملك الآرامي في أواخر حكم سليمان، يتحرر من هيمنته. الأدوميون يبدأون في مناوأة سليمان.
928 * رحبعام يخلف أباه سليمان ويرفض تخفيض الضرائب، فيقود يربعام القبائل العشر في تَمرُّد ضده. انقسام المملكة العبرانية المتحدة إلى المملكتين العبرانيتين: الشمالية (يهودا)، والجنوبية (إفرايم أو يسرائيل). العمونيون يستقلون عند انقسام المملكة.
- المملكة الشمالية تحت رئاسة قبيلة إفرايم (928 ـ 720). تأسيس مركز ديني مستقل عن القدس في دان وبيت إيل. المملكة الشمالية أكثر ثراءً وأكثر تعرضاً للغزو الأجنبي من المملكة الجنوبية. لم يكن لملوكها سياسة خارجية واضحة، وكانت غير مستقرة سياسياً. حكمها تسعة عشر ملكاً ينتمون إلى تسع أسر خلال 310 أعوام، مات منهم عشرة عن طريق العنف، وبقي في الحكم سبعة ملوك حكم كل منهم أقل من سنتين.

(928 ـ 795)
- المملكة الجنوبية تحت رئاسة قبيلة يهودا (عاصمتها القدس). كانت أكثر استقراراً من المملكة الشمالية، لصغر حجمها وقلة أهميتها وفقرها وبُعدها عن طرق الجيوش الغازية. ظَهَر فيها معظم الأنبياء، كما دُوِّن فيها معظم نصوص العهد القديم.
- يربعام الأول، أول ملوك المملكة الشمالية (928 ـ 907). يجعل شكيم عاصمة مملكته، ويبني هياكل في دان وبيت إيل لتحويل ولاء القبائل العشر عن القدس. دخول كثير من العبادات الوثنية. طرد اللاويين باعتبارهم الجهاز الإداري للمملكة المتحدة.

911 * رحبعام بن سليمان (928 ـ 911) أول ملوك المملكة الجنوبية، وهو ابن سليمان من زوجته العمونية.
- شيشنق الأول يغزو المملكة الجنوبية ويحمل معه كنوز الهيكل (918 ـ 917)، ويُقال إنه قام بغزو المملكة الشمالية أيضاً.
- أبيام، ثاني ملوك المملكة الجنوبية (911 ـ 908)، يدخل حرباً طويلة مع يُربعام ملك المملكة الشمالية، ويتمكن من تحقيق انتصار عليه لتَحالُفه مع آرام دمشق.

908 * آسا، ثالث ملوك المملكة الجنوبية (908 ـ 867)، يتحالف مع آرام دمشق لصد غزو المملكة الشمالية. المملكة الجنوبية تفقد كل أمل في استعادة المملكة المتحدة وتحصِّن المدن على الحدود بين المملكتين.
907 * ناداب، ثاني ملوك المملكة الشمالية (907 ـ 906).
906 * بعشا، ثالث ملوك المملكة الشمالية (906 ـ 883).
887 * فترة الاستقرار الوحيدة في المملكة الشمالية (887 ـ 743).

883 * إيلاه، رابع ملوك المملكة الشمالية (883 ـ 882).
882 * زمري قائد الانقلاب وخامس ملوك المملكة الشمالية، حكم مدة سبعة أيام.
- عمري، سابع ملوك المملكة الشمالية (882 ـ 871)، حكم مع تبني لمدة أربعة أعوام. يتسم حكمه بالاستقلال. يقوم بحركة عمرانية قوية، ويستعيد الهيمنة على المؤابيين. في عهده تصاعدت الضغوط الآرامية حتى اضطر إلى منح المدن الدول الآرامية حق فتح وكالات تجارية في السامرة، وإلى إعطائها امتيازات خاصة. النشاط التجاري يصل إلى قبرص. انتشار العبادات الوثنية في المملكة.

875 * النبي إلياهو.
871 * آخاب، ثامن ملوك المملكة الشمالية (871 ـ 852). صراع شديد بين البيت المالك والأنبياء بسبب انتشار الوثنية. تحالف مع المملكـة الجنوبية وآرام دمشـق أثناء حـكم بن هدد الأول لصد الآشوريين. آخاب يتحالف مع يهوشافاط، ملك المملكة الجنوبية، فيحاربان معاً ضد مملكة آرام دمشق، لكنهما يُهزَمان ويخر آخاب صريعاً في المعركة.
867 * يهوشافاط، رابع ملوك المملكة الجنوبية (867 ـ 846)، يتحالف مع المملكة الشمالية ليحارب الآراميين، ولكنه يُمنى بالهزيمة. يجرد حملة ضد مؤاب ويحكم سيطرته على أدوم.
- معركة قرقار بين الآشـوريين من جهـة والآراميين والعـبرانيين من جهة. مصر ترسل ألف جندي لمساعدة آخاب، ملك المملكة الشمالية، لكن المعركة لم تُحسَم تماماً برغم انتصار الآشوريين.

852 * أحزيا، تاسع ملوك المملكة الشمالية (852 ـ 851).
851 * يورام، عاشر ملوك المملكة الشمالية (851 ـ 842). المؤابيون يحصلون على استقلالهم في عهده، والآراميون يهاجمون مملكته.

846 * يورام، خامس ملوك المملكة الجنوبية (846 ـ 843). يستقل الأدوميون في عهده، وتتسع عبادة بعل. الفلستيون يغزون المملكة.
843 * أحازيا، سادس ملوك المملكة الجنوبية (843 ـ 842).
842 * عثليا، سابع ملوك المملكة الجنوبية (842 ـ 836).
- ياهو، الملك الحادي عشر بين ملوك المملكة الشمالية (842 ـ814)، يقطع العلاقات مع فينيقيا والمملكة الجنوبية، ويدفع الجزية لآشور التي تزوده بالحماية.تقوم القوات الآرامية بغزو مملكته بعد فشل شلمانصر الثالث الآشوري في إخضاع آرام دمشق.

836 * يوآش، ثامن ملوك المملكة الجنوبية (836 ـ 798). يدفع الجزية لملك آرام دمشق من أموال الهيكل.
814 * يوآحاز، الملك الثاني عشر بين ملوك المملكة الشمالية (814 ـ800). تصبـح المملـكة في عـهده مجـرد مملكة تابعة لآرام دمشق. ولكن صعود القوة الآشورية مرة أخرى بعد وصول أداد نيراري الثالث، أو «المخلِّص» حسب العبارة التوراتية، يُغيِّر موازين القوى.
- يوآش، الملك الثالث عشر بين ملوك المملكة الشمالية (800 ـ 784)، يستعيد بعض المدن بعد هزيمة الآراميين على يد الآشوريين، ويهاجم المملكة الجنوبية، وينهب الهيكل في القدس، ويحوِّل المملكة الجنوبية إلى دولة تابعة له بعد توقيع عقوبات اقتصادية على ها.

798 * أمصيا، تاسع ملوك المملكة الجنوبية (897 ـ 769)، يجمع جيشاً من المرتزقة من المملكة الشمالية لإخضاع أدوم لهيمنته.
785 * النبي يونان (785 ـ 745)، عاصر يربعام الثاني (في المملكة الشمالية)، وهناك رأي آخر يذهب إلى أنه عاش في القرن الرابع قبل الميلاد.
- يُربعام الثاني، الملك الرابع عشر بين ملوك المملكة الشمالية (784 ـ 748)، يتمتع بشيء من الاستقلال بسبب ضعف الآشوريين. يقيم مستعمرات في شرق الأردن، ويمنح ضباطه وأتباعه رقعاً كبيرة فيها، فتنشأ طبقة من الملاك الأثرياء.

769 * عزيا، عاشر ملوك المملكة الجنوبية (967 ـ 733). حكم مدة تزيد عن ثلاثين عاماً. يترأس حلفاً من الدويلات المعادية لآشور، بعد أن تزايدت قوتها.
760 * النبي عاموس (760 ـ 746)، عاصر كلاًّ من عزيا في المملكة الجنوبية، ويربعام الثاني في المملكة الشمالية.
758 * يوثام، الملك الحادي عشر بين حكام المملكة الجنوبية (758 ـ 742). كان وصياً على العرش. تَزايُد الضغط عليه للانضمام إلى الحلف المعادي لآشور.
- النبي هوشع (750 ـ 722) عاصر عزيا ويوثام وآحاز وحزقيا في المملكة الجنوبية، ويربعام الثاني في المملكة الشمالية، وكان النبي عاموس في الفترة نفسها تقريباً.

748 * زكريا، الملك الخامس عشر بين ملوك المملكة الشمالية. حكم لأقل من عام.
- شالوم، الملك السادس عشر بين ملوك المملكة الشمالية، يحكم مدة شهر واحد.

747 * مناحيم، الملك السابع عشر بين ملوك المملكة الشمالية (747 ـ 737)، يحاول توسيع مملكته، ولكن آشور توقفه.
743 * آحاز، الملك الثاني عشر بين ملوك المملكة الجنوبية (743 ـ 727). كان وصياً على العرش حتى عام 733، ثم اعتلى العرش في ذلك العام وحكم حتى عام 727. يرفض الخضوع للضغوط عليه، من قبل آرام دمشق والمملكة الشمالية، للانضمام إلى الحلف المعادي لآشور. تيجلات بلاسر الثالث يهب لمساعدته ويُخضع الشماليين، ويفرض الجزية على المملكة الجنوبية. الأدوميون يشنون هجوماً على المملكة الجنوبية.
737 * فقحيا، الملك الثامن عشر بين ملوك المملكة الشمالية (737 ـ 735). حَكَم لمدة سنة واحدة قبل أن يُسقطه أحد نبلاء جلعاد في شرق الأردن ويستولي على العرش.
735 * فاقح، الملك التاسع عشر بين ملوك المملكة الشمالية (735 ـ 733). يقود انقلاباً في المملكة بسبب عدم رضا أثرياء شرق الأردن عن الهيمنة الآشورية إذ كانت لهم علاقات قوية بآرام. يتحالف مع رزين ملك آرام دمشق ويهاجم المملكة الجنوبية لإرغـام يوثام، ثم ابنه آحـاز، على الانضـمام إلى الحـلف المعـادي لآشور، فيستغيث آحاز بالقوات الآشورية التي تهب لنجدته، وتقضي على آرام دمشق وتستولي على الجليل وجلعاد وترسل الأسرى الشماليين إلى آشور.
734 * النبي أشعيا (734 ـ 680). عاصر عزيا ويوثام وآحاز وحزقيا في المملكة الجنوبية.
733 * هوشع، آخر الملوك العشرين للمملكة الشمالية (733 ـ 724)، يعتلي العرش بمساعدة آشور، ولكنه ينضم إلى التمرد ضدها بتشجيع من مصر، فتسقط المملكة وتتحول إلى مجرد مقاطعة تابعة لآشور.
730 * النبي ميخا (730 ـ 701). عاصر يوثام وآحاز وحزقيا في المملكة الجنوبية.
727 * حزقيا، الملك الثالث عشر بين ملوك المملكة الجنوبية (727 ـ 698)، ينحو منحى استقلالياً معادياً لآشور بتشجيع من مصر، ويتحالف مع المدن الفلستية وغيرها من الدول/المدن، ويتمرد ضد آشور. سرجون الثاني يجرد حملة تأدى بية، ثم يأتي سناخريب فيغزو المملكة الجنوبية ويحاصر القدس، ولكن جيشه ينسحب لأسباب غير معروفة، ويكتفي بفرض الجزية.
- آشور تهجِّر النخبة الحاكمة في المملكة الشمالية، وأعداداً من السكان (السبي الآشوري). اختفاء اليهود المهجرين من خلال الاندماج والانصهار، ويُشار إلى هم في الأدبيات اليهودية المسيحية بعبارة «قبائل يسرائيل العشر المفقودة».

698 * منَسَّى، الملك الرابع عشر بين ملوك المملكة الجنوبية (698 ـ 642)، يحكم ما يزيد على نصف قرن تعيش فيه المملكة في سلام لأنه دفع الجزية لآشور. دخول العبادات الأجنبية.
663 * بداية وفود العبرانيين إلى مصر كمرتزقة. كان ملوك المملكة الجنوبية يبادلون رعاياهم بالأحصنة العسكرية المصرية. بداية تَحوُّل اليهود إلى جماعات وظيفية.
641 * آمون، الملك الخامس عشر بين ملوك المملكة الجنوبية (641 ـ 640)، يُقتَل بعد أقل من سنتين في الحكم.
639 * يوشيا، الملك السادس عشر بين ملوك المملكة الجنوبية (639 ـ 609)، يُظهر شيئاً من الاستقلال بسبب ضعف آشور، ويقوم بالإصلاح التثنوي. مصر تحاول مساعدة آشور ضد القوة البابلية الصاعدة. يوشيا يتصدى للقوات المصرية، ويخر صريعاً في معركة مجدو.
633 * النبي ناحوم.
630 * النبي صفنيا.
626 * إرميا. عاصر يوشيا ويهوياقيم ويهوياكين وصدقيا.
621 * حركة الإصلاح الديني (التثنوي) تحت حكم يوشيا.
609 * يوآحاز، المملك السابع عشر بين ملوك المملكة الجنوبية، يحكم مدة ثلاثة أشهر.
608 * يهوياقيم، الملك الثامن عشر بين ملوك المملكة الجنوبية (608 ـ 598)، ينقل ولاءه لمصر بعد أن خضع لبابل بعض الوقت. القوات البابلية تحاصر القدس، ويموت يهوياقيم أثناء الحصار.
- دانيال (605 ـ 537). عاصر نبوختنصر ودارا.

599 * تدوين أسفار موسى الخمسة (599 ـ 500). يبدو أن عملية التدوين بدأت قبل التهجير وانتهت في بابل.

597 * يهوياكين، الملك التاسع عشر بين ملوك المملكة الجنوبية، يحكم مدة ثلاثة أشهر قبل أن يستسلم لنبوختنصر، فتسقط القدس، ويُنفَى الملك إلى بابل.
- صدقيا، آخر ملوك المملكة الجنوبية (597 ـ 586)، يتظاهر بالولاء للقوة البابلية الجديدة، ولكنه يتحالف مع المصريين في العام التاسع من حكمه، ويحاول الاستقلال عن بابل، وينضم إلى التمرد الذي ضم فينيقيا وشرق الأردن وفلسطين كلها. ترسل مصر قوة لمساعدة المملكة الجنوبية، ولكنها تُهزَم وتبوء محاولة الاستقلال بالفشل، وتُدمَر القدس وجميع مدن المملكة والهيكل. تهجير النخبة العبرانية إلى بابل (586) واختفاء سفينة العهد.
- النبي حزقيال (597 ـ 570). عاصر نبوخذنصر.

594 * إصلاحات صولون القانونية في اليونان.
- بسمتيك الثاني (594 ـ 588) يُوطِّن المرتزقة الآسيويين، من الآراميين والعبرانين، في جزيرة إلفنتاين (أسوان) بعد حملته ضد النوبة. بداية انتشار اليهود خارج فلسطين فيما يُسمَّى «الدياسبورا».

587 * التهجير أو السبي البابلي.
- أنبياء فترة التهجير: حزقيال وأشعيا الثاني (586 ـ 538).
- مقتل جداليا، الحاكم البابلي للمملكة الجنوبية.

546 ـ سقوط بابل وظهور الإمبراطورية الفارسية (546 ـ 330).
538 * مرسوم قورش يسمح بعودة المهجَّرين العبرانيين تحت قيادة ششبازار. الأغلبية تؤثر الاستمرار في الإقامة في بابل.
- ششبازار يضع أساس الهيكل الثاني (ويُقال إن ششبازار هو نفسه زروبابل).

522 * زروبابل حاكم مقاطعة يهود (وهذا هو الاسم الذي أطلقه الفرس على المقاطعة الصغيرة في فلسطين والواقعة حول القدس والتابعة لسوريا).
ـ دارا الأول (الأكبر) (522 ـ 515).
520 * إعادة بناء الهيكل الثاني (520 ـ 515).
- النبيان حجاي وزخاريا عاصرا دارا.

509 ـ تأسيس الجمهورية الرومانية.
458 * موجة جديدة من العائدين من بابل بقيادة نحميا وعزرا. إصلاحات عزرا الدينية حيث جعل الشريعة (التوراة) أساس العقيدة اليهودية وأساس التضامن الديني بين اليهود (458 ـ 440).
450 * النبيان عوبديا وملاخي.
448 * الكيان اليهودي الجديد الذي يُطلَق عليه في الأدبيات الصهيونية واليهودية «الكومنولث الثاني»، أو «الهيكل الثاني». عزرا يدعو الشعب إلى الهيكل، ويقرأ عليهم التوراة لمدة سبعة أيام. تطهير اليهودية، وتطبيق الشعائر بصرامة، والإصرار على منع الزواج المُختلَط. تدوين أسفار الأنبياء.
444 * نحميا يحكم مقاطعة يهودا الفارسية في فلسطين (444 ـ 432).
428 * السامريون يبنون هيكلاً في جريزيم.
427 ـ أفلاطون (427 ـ 347).
400 * النبي يوئيل.
- الكتبة (سوفريم) (400 ـ 100).

399 * تدوين أسفار أيوب والأمثال وأجزاء من المزامير (399 ـ 300).
384 ـ أرسطو (384 ـ 322).
356 ـ الإسكندر الأكبر (و: 356 ـ ت: 323)، ملك مقدونيا ومؤسس الإمبراطورية اليونانية، يهزم الفرس في معركة جرانيكوس (334) ثم في معركة إيسوس (بالقرب من الإسكندرونة) في سوريا (333)، ويستولي على صور (332)، ويستكمل غزو فينيقيا.
332 * الإسكندر يحتل مصر وفلسطين، ويؤسِّس الإسكندرية (332).
323 ـ تقسيم الإمبراطورية اليونانية بعد موت الإسكندر.
- ظهور الجماعة اليهودية في الإسـكندرية باعتبارها أحد مراكز اليهود الأساسـية، ويصـبح عدد اليهود فيها أكبر من عدد يهود القدس. عدد اليهود خارج فلسطين يزيد على عددهم داخلها، نتيجة انتشارهم في حوض البحر الأبيض المتوسط.

320 * بطليموس الأول يضم فلسطين إلى إمبراطورية البطالمة.
312 ـ أسرة السلوقيين (312 ـ 64). أسَّسها سلوقوس الأول (312 ـ 280) في بلاد ما بين النهرين، فحكمت معظم الإمبراطورية الفارسـية القـديمة. وبعد معـركة إبسوس، حَكَم سلوقوس الأول سوريا وأسَّس أنطاكية (تُسمَّى أيضاً سلوقية) وجعلها عاصمته. وقد ضمت في قمة ازدهارها بابل وفارس وسوريا وباكتريا وأجزاء من آسيا الصغرى.
- الصراع على فلسطين بين البطالمة والسلوقيين (301 ـ 198).

300 * تبلور التقاليد السامرية.
299 * تدوين أسفار الحكم ونشيد الأنشاد وسفر الجامعة وسفر دانيال.
283 * بطليموس الثاني (فيلادلفوس) (283 ـ 245). يدعو إلى ترجمة العهد القديم إلى اليونانية (الترجمة السبعينية) ليقرأه يهود الإسكندرية الذين نسوا العبرية بعد أن تأغرقوا. ويبدأ في توطين اليهود في معسكرات خاصة بهم باعتبارهم «كليروخوا»، أي «مستوطنين»، مثلهم مثل المقدونيين.
264 ـ بداية هجوم الرومان على قرطاجنة.
221 * بطليموس الرابع (221 ـ 203) يفتح أبواب الهجرة إلى مصر أمام اليهود ويخوض الحروب مع السلوقيين.
219 * أنطيوخوس الثالث يضم فلسطين للإمبراطورية السلوقية (219 ـ 217).
218 ـ هانيبال يغزو روما.
217 * بطليموس الرابع يهزم أنطيوخوس الثالث في معركة رفح، ويستعيد فلسطين للحكم البطلمي.
- معركة بانيوم. البطالمة يفقدون فلسطين بعد انتصار السلوقيين.
- الأنباط يبدأون الانتشار في سوريا مع تَقهقُر قوة السلوقيين، ويحكمون المناطق المحيطة بفلسطين (200 ق.م ـ 100م).
- معلمو المشناه (التنائيم) في فلسطين وبابل (200 ق.م ـ 200م).

198 * فلسطين (وبلاد الرافدين والمناطق المجاورة) تحت حكم السلوقيين (198 ـ 76).
181 * بطليموس السادس أو السابع (فيلوميتور) (181 ـ 145)، يفتح أبواب مصر لاستيطان اليهود. (181 ـ 47) يحكم مصر سلسلة من البطالمة الضعفاء لا يتجاوز نفوذهم حدود مصر.
175 * هيمنة العناصر اليهودية المتأغرقة على اليهود، وظهور الفرق اليهودية ومن أهمها الصدوقيون والفريسيون والأسينيون والغيوريون.
- ظهور كتب الرؤى (الأبوكاليبس). وتُعَدُّ هذه المرحلة من أخصب المراحل في تاريخ الفكر الديني اليهودي، إذ عندها تتحول اليهودية إلى ديانة توحيدية. الفريسيون يقومون بنشاط تبشيري في حوض البحر الأبيض المتوسط.
- أنطيوخوس الرابع (إبيفانيس) (175 ـ 164). يعلن اليهودية ديناً غير شرعي في فلسطين (168) ويحوِّل المعبد إلى هيكل وثني. خلع الكاهن الأعظم أونياس الثالث، وتعيين ياسون بدلاً منه.

172 * القدس تصبح مدينة يونانية (بوليس) باسم إنطيوخيا.
- بداية التمرد الحشموني (المكابي) تحت قيادة الكاهن ماتاثياس الحشموني.

166 * مقتل ماتاثياس الحشموني.
164 * استيلاء الحشمونيين، تحت قيادة يهودا المكابي، على الهيكل لتطهيره وإعادة تكريسه، وطرد السلوقيين من القدس.
161 * أونياس الثالث يهرب إلى مصر.
- يهودا المكابي يهزم القائد السلوقي نيكانور. توقيع معاهدة بين الحشمونيين وروما.
- مقتل يهودا المكابي على يد قائد القوات السلوقية.

160 * يوناثان (160 ـ 142) يحل محل يهودا المكابي في القيادة، ويصبح كاهناً أعظم (152).
157 * معاهدة بين باخيدس (قائد القوات السلوقية) ويوناثان (القائد الحشموني)، تنسحب على أثرها الحامية السلوقية ويدخل يوناثان القدس.
146 ـ سقوط قرطاجنة في يد الرومان، روما تفرض سيطرتها على اليونان ومقدونيا.
145 * الكاهن الأعظم أونياس الرابع يبني هيكلاً في ليونتو بوليس في مصر بإيعاز من البطالمة.
142 * مقتل يوناثان الحشموني. شمعون يصبح قائداً للحشمونيين. اعتراف ديمتريوس الثاني (السلوقي) باستقلال يهودا، وتَجدُّد المعاهدة بين الحشمونيين وروما.
- شمعون المكابي (142 ـ 134).

140 * المجمع الأكبر في القدس يعين شمعون قائداً للشعب (إثنآرخ)، وكاهناً أعظم، وقائداً للجيوش. تصير هذه الوظائف وراثية في نسله. نهاية التمرد الحشموني وبداية حكم الأسرة الحشمونية. بداية ظهور الحزب الفريسي المعارض للصدوقيين.
134 * اغتيال شمعون على يد زوج ابنته بطليموس حاكم أريحا.
135 * يوحنا هيركانوس الأول (135 ـ 104)، ابن شمعون، يَخلُف أباه في السلطة. تجديد المعاهدة مع روما.
104 * يهودا أرسطوبولوس (أرسطوبولوس الأول) أو يهودا فيلهيلين أي محب الهيلينية (104 ـ 103).
103 * الإسكندر يانايوس (103 ـ 76) ابن يوحنا هيركانوس الأول. الدولة الحشمونية تسيطر على معظم فلسطين وشرق الأردن. الحرب الأهلية مع الفريسيين.
- الصدوقيون، ممثلو الطبقة الكهنوتية (حتى سقوط الهيكل).
- الفريسيون، دعاة الشريعة الشفوية (1 ق.م حتى نهاية القرن الأول الميلادي).

99 * مع قرب نهاية الألف الأول قبل الميلاد، بلغ عدد يهود العالم، حسب بعض الإحصاءات، ثمانية ملايين. كان منهم نحو مليونين ونصف المليون فقط يعيشون في فلسطين، وذلك قبل أن يهدم تيتوس الهيكل عام 70م. وكان ثلاثة ملايين ومائتا ألف منهم يعيشون في سوريا وآسيا الصغرى وبابل، أي أكثر من مليون في كل بلد. أما باقي اليهود، فكانوا يعيشون في أماكن أخرى متفرقة.
70 ـ بومبي يُنصَّب قنصلاً عاماً في روما (70 ـ 48).
67 * حرب أهلية تستمر أربع سنوات بين هيركانوس الثاني (مات عام 30 ق.م) وأرسطو بولوس (مات عام 48 ق.م).
65 * بومبي يعيِّن يوحنا هيركانوس الثاني قائداً للشعب (إثنآرخ)، وكاهناً أعظم بصلاحيات سياسية محددة، ويسمح له بأن يحمل اللقب الشرفي «دوكس»، أي «ملك روماني»، ويعين أنتيباتر مستشاراً له، وبذا تفقد الدولة الحشمونية ما كان لها من مظاهر الاستقلال.
63 * سقوط القدس في يد بومبي، وفلسطين تصبح جزءاً من مقاطعة سوريا الرومانية.
57 * أولوس جابينوس (57 ـ 55)، حاكم سوريا الروماني، ينزع لقب «ملك روماني» من هيركانوس الثاني.
- هيركانوس يؤيد يوليوس قيصر الذي منحه لقب «ملك روماني» ويوسِّع رقعة مملكته. ومع هذا، تظل القوة الحقيقية في يد أنتيباتر وأولاده.

ـ اغتيال يوليوس قيصر.
44 * أنتيجونوس (ابن أرسطوبولوس الثاني) يقود تمرداً ضد الرومان بمساندة الفرثيين الذين قاموا بغزو فلسطين، ولكن الرومان يقبضون على ه ويعدمونه عام 37.
- أنتيجونوس الثاني (ماتاثياس) (40 ـ 37).

40 * مظاهرات ضد الجماعة اليهودية في الإسكندرية.
38 * هيرود (ابن أنتيباتر) يهرب إلى روما، ويناصره الرومان، فيعود ويفتح فلسطين بمساندة جيش روماني، ثم يعينونه ملكاً رومانياً (دوكس) لمقاطعة يهودا (37 ق.م ـ 4م).
10 إلى 8 * مولد المسيح. انتشار المذاهب الغنوصية (العرفانية) في الشرق الأدنى القديم، وخصوصاً في المدن الهيلينية التي تضم جماعات يهودية.